# Futebol americano de salão
O futebol americano de salão é uma variação do futebol americano jogado em arenas cobertas de hóquei no gelo. Embora variando em detalhes de liga a liga, as regras do futebol de salão são projetadas para permitir o jogo em uma arena menor. É uma disciplina distinta e não deve ser confundida com o tradicional futebol americano jogado em grandes estádios com cúpula, como é feito por algumas equipes nos níveis universitário e profissional.

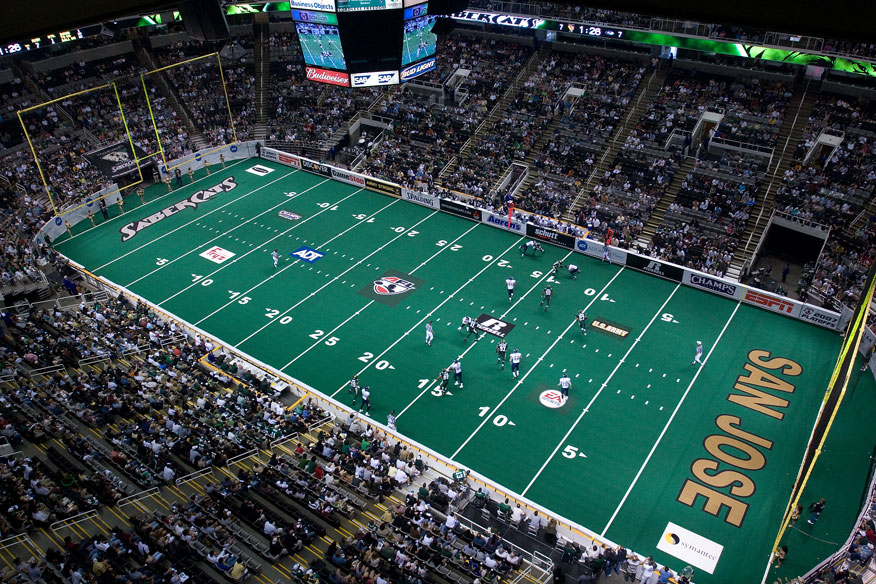
San Jose SaberCats e Columbus Destroyers no ArenaBowl XXI, o jogo do campeonato de 2007 da Arena Football League.

## História

### História antiga
Os primeiros jogos documentados de futebol de salão foram os jogados no Chicago Coliseum no final da década de 1890. O primeiro desses jogos combinou com o Michigan contra o Chicago no Dia de Ação de Graças de 1896. O jogo foi "o primeiro jogo colegial de futebol jogado sob um teto". Adicionando à novidade, quando a luz do dia se transformou em escuridão, o campo dentro do Coliseu foi iluminado com luz elétrica. Com sete acres de área, acredita-se que o extenso Coliseu não tenha precisado de nenhum compromisso para acomodar um campo de futebol americano. De acordo com uma conta de jornal, o campo ficou escuro no segundo tempo, e a partida foi interrompida por dez minutos para discutir se o jogo deveria continuar. O jogo foi retomado e as luzes finalmente se acenderam depois que Michigan marcou um touchdown. A imprensa proclamou o experimento no futebol de salão como um sucesso: 
Uma coisa pelo menos foi resolvida pelo jogo, ou seja, que o futebol de salão é, literal e figurativamente, um sucesso uivante. Os homens não tiveram problemas em pegar dinheiro, e o futebol foi jogado por seus méritos, sem as desvantagens de um campo molhado ou de um vento forte. Perto do final do segundo tempo ficou muito escuro, e os espectadores foram presenteados com uma novidade em forma de futebol por luz elétrica".
Embora ambos tenham sido crítica e comercialmente bem-sucedidos, o Coliseu foi destruído em um incêndio menos de dois anos após sua inauguração, e sua substituição não pôde acomodar um campo de futebol americano.
Mais tarde, no Madison Square Garden, em 1902 e 1903, houve jogos conhecidos como "World Series of Pro Football". Os jogos foram disputados em um campo de terra de 70 jardas por 35 jardas, mas, de outra forma, aderiram a regras externas. A baixa assistência levou o torneio a ser descontinuado após dois anos.
Os Chicago Bears da National Football League (Liga Nacional de Futebol Americano) organizaram um jogo experimental contra os seus rivais em terra, os Cardinals, após a temporada de 1930 da NFL, no Indoor Chicago Stadium. Dois anos depois, más condições climáticas levaram os ursos a sediarem o jogo de 1932 da NFL contra os Spartans de Portsmouth (agora o Detroit Lions) no estádio. Um campo de terra e tanbark medindo 80 jardas de comprimento (60 jardas mais duas zonas finais de dez jardas) e 45 jardas de largura foi construído no chão da arena. Os jogos do Chicago Stadium foram notáveis por introduzir várias mudanças de regras, incluindo a introdução de hash marks para manter o jogo longe dos espectadores sentados ao lado do campo (muito parecido com o futebol de salão), enquanto os postes foram colocados na linha de gol. Para compensar o menor campo, as equipes foram "penalizadas" 20 jardas ao cruzar o meio-campo (o site oficial dos Bears vai além e alega que as metas de campo foram proibidas para o jogo de 1932).
Em 1930, o Centro de Convenções de Atlantic City construiu um campo de futebol de salão em tamanho real e o utilizou de um a três jogos por ano durante a década de 1930; o estádio parou de sediar jogos em 1940 e não voltou a receber jogos de futebol americano até 1961. Na década de 1960, o Boardwalk Bowl, um jogo de pós-temporada envolvendo pequenas equipes de faculdades, foi disputado no centro de convenções. The Bowl foi uma tentativa de tornar Atlantic City mais um resort durante todo o ano na era pré-jogo em oposição a uma temporada única (o Miss America Pageant, também realizado no centro, também começou como uma tentativa de estender a temporada além do Dia do Trabalho). A Atlantic Coast Football League disputou o seu primeiro jogo de campeonato no centro de convenções em 1962, mas o jogo atraiu apenas 2.000 torcedores e o jogo iria para o estádio da equipe com o melhor recorde da temporada regular. O Philadelphia baseado Liberty Bowl jogo, que tinha sido jogado no Estádio Municipal a partir de 1959 – 1963, foi transferida para o Centro de Convenções, em 1964, para a disputa entre Utah e Virgínia Ocidental. O jogo atraiu mais de 6.000 fãs, e o Liberty Bowl mudou-se para Memphis no ano seguinte, onde permaneceu.
Ao contrário do futebol de salão moderno, o tamanho da superfície de jogo e, portanto, as regras eram essencialmente as mesmas do jogo ao ar livre padrão, com regras atualizadas para lidar com contingências para o que poderia acontecer dentro de casa, como um chute no teto. As end zones eram ligeiramente mais curtas - oito jardas em vez das dez normais.

### Liga de Futebol de Arena

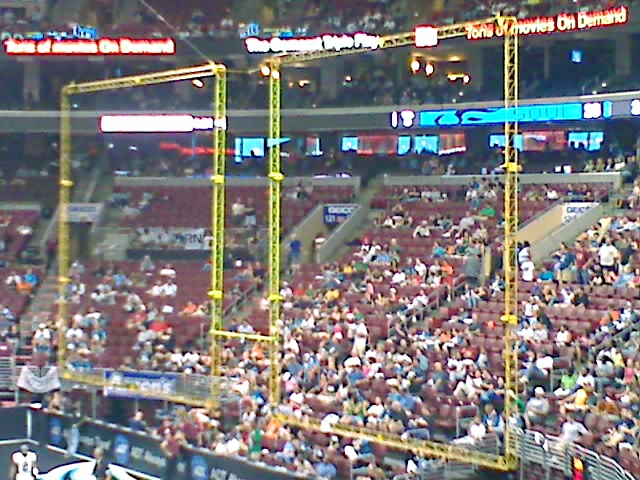
Uma estrutura de poste de futebol de arena com as redes rebote em ambos os lados dos pilares.

Apesar de várias tentativas de criar um verdadeiro jogo de futebol de salão terem sido feitas desde o desenvolvimento do futebol americano, a primeira versão a ter sucesso e aceitação relativamente difundidas é o Futebol de Arena, criada por Jim Foster, ex-executivo da Liga de Futebol dos Estados Unidos. e a Liga Nacional de Futebol. Ele inventou seu jogo enquanto assistia futebol de salão, outro jogo derivado de um esporte jogado ao ar livre. Ele trabalhou no jogo no início dos anos 80, mas colocou em suspenso todos os planos para o pleno desenvolvimento enquanto a Liga de Futebol dos Estados Unidos, uma tentativa de jogar futebol americano tradicional em uma temporada não tradicional (primavera-verão), estava em operação em 1983-1985. Quando o USFL cessou as operações, Foster viu a sua oportunidade. Ele montou um jogo de "teste" em Rockford, Illinois em 1986 e montou uma liga de quatro equipes para uma "temporada de demonstração" na primavera de 1987, com jogos transmitidos pela TV na ESPN.
Foster teve que adotar um campo que se encaixaria nas menores superfícies de jogo encontradas na maioria das arenas e, assim, criou um campo que era idêntico em tamanho a uma pista profissional de hóquei no gelo, 200 by 85 pés (61 m × 26 m). Isso resultou no campo com 50 jardas de comprimento (metade do comprimento de um campo de futebol americano padrão) com zonas de final de oito jardas (que podem, se necessário, ser curvadas nas endzones como as pistas de hóquei), e o campo sendo ligeiramente mais de metade do tamanho de um campo de futebol padrão. Embora não tenha sido tanto um problema como agora, Foster adotou grama artificial curta como a AstroTurf para o campo, por causa de sua capacidade de ser enrolada quando a arena está sendo usada para outros esportes.
Foster adotou uma versão modificada do futebol de oito homens. Ele também exigiu um sistema de um pelotão que exigisse pelo menos seis jogadores para jogar em baixas ofensivas e defensivas. Isso teve o efeito desejável adicional de limitar as folhas de pagamento da equipe.
Havia várias outras regras projetadas para ajudar o ataque e garantir jogos de alta pontuação:
- punting é banido; uma equipe que provavelmente não conseguirá o primeiro down pode tentar apenas um field goal.
- a colocação de redes de ressalto tensas nas extremidades da pista de jogo ao lado dos postes da baliza. Chutes e bolas passadas saltando dessas redes permanecem em jogo. No caso de um passe, a bola é viva apenas até tocar o solo, permitindo recepções e interceptações no rebote. Em uma tentativa malsucedida de objetivo de campo ou chute inicial, a bola permanece em jogo a menos que saia de campo ou até que o jogador que a recupera seja abatido por contato ou pontuações, assim, ao chutar jogadas (exceto uma tentativa de ponto extra) qualquer time pode tentar ganhar posse da bola e avançá-lo, tanto quanto um chute bloqueado poderia ser no tradicional jogo ao ar livre. Apenas bolas chutadas ou passadas que tocam as redes frouxas atrás dos postes de gol estão mortas naquele ponto.

Para promover uma vantagem ofensiva sobre a defesa, Foster também impôs restrições rígidas à formação defensiva, determinando que todas as defesas fossem obrigadas a jogar uma formação 3-2-Monster com três jogadores de linha defensivos, dois linebackers, dois cornerbacks e uma segurança. Linebackers não foram autorizados a blitz e foram obrigados a ficar em caixas atrás da linha de scrimmage, enquanto os atacantes defensivos foram impedidos por restrições que os impediram de usar certas técnicas para penetrar na linha ofensiva. Quarterbacks e placekickers estavam isentos do sistema de um pelotão, permitindo que duas posições de pontuação fossem mais especializadas. A AFL também adotou o conceito do USFL de jogar no final da primavera e no verão, já que é quando a maioria das arenas de hóquei e basquete tem o menor número de conflitos de horários (competindo apenas com shows de rock de estádio ). A programação da primavera desde então tem sido imitada por praticamente todas as outras ligas profissionais de indoor desde 2010.
Um ano após o início da AFL, seu primeiro desafiante, a World Indoor Football League se formou. O WIFL planejava jogar com uma programação com seis equipes, começando no verão de 1988 com seu próprio conjunto de regras de inspiração interna, incluindo um sistema incomum que teria oito homens no ataque e sete homens na defesa. Apesar de ter apoiado ex-jogadores da NFL, treinadores veteranos e cantor John Mellencamp, a liga cancelou sua temporada de 1988, dobrou metade de suas franquias (incluindo a de Mellencamp) e fez uma tentativa malsucedida para as três equipes restantes se juntarem à AFL.
Em 1990, Foster patenteou as regras do futebol de arena, significando que somente as pessoas autorizadas por ele poderiam usar suas regras e seu nome para o esporte. Enquanto a AFL afirmou ao longo da década de 1990 que a patente cobria praticamente todos os aspectos do jogo (do campo de 50 jardas ao formato de oito homens), um processo de 1998 ( Arena Football League vs Professional Indoor Football League ) estabeleceu que a patente cobria especificamente o recurso de rede de rebote, o que significa que os concorrentes e imitadores que tentaram copiar o jogo não podiam usar esse aspecto das regras. No entanto, sob as disposições da lei de patentes dos Estados Unidos, a patente de Foster expirou em 27 de março de 2007, permitindo que os imitadores usassem suas redes de recuperação (pelo menos como originalmente previsto, sem outras inovações que ele possa ter patenteado).
A AFL assinou um grande contrato de rede de televisão com a NBC, e eventualmente lançou uma liga secundária oficial, AF2, começando em 2000. Este esforço basicamente serviu para dois propósitos: um como uma liga de desenvolvimento para a AFL e como um lugar onde ex-jogadores colegiais poderia desenvolver enquanto, ao mesmo tempo, aprender e se acostumar com as regras únicas da arena, e em segundo lugar como uma forma preventiva de fechar potenciais novos competidores de futebol de salão (isso foi especialmente importante à medida que expirava a patente de Foster sobre as redes de rebote ). Por vezes, mais de quarenta equipas participaram neste campeonato, quase uniformemente em cidades que também tinham equipas de hóquei no gelo de campeonato menor e, portanto, arenas adequadas.